# Kerien
Kerien (bretonisch Kerien-Boulvriag) ist eine französische Gemeinde mit 247 Einwohnern (Stand 1. Januar 2022) im Département Côtes-d’Armor in der Bretagne. Sie gehört zum Arrondissement Guingamp und zum Gemeindeverband Guingamp-Paimpol Agglomération. Die Bewohner werden Kérinois und Kérinoises genannt.

## Geografie
Die Gemeinde Kerien liegt 20 Kilometer südlich von Guingamp und 85 Kilometer nördlich von Lorient im Inneren der bretonischen Halbinsel. Das 21,88 km² umfassende Gemeindegebiet ist Teil des Einzugsgebietes des Küstenflusses Blavet (bretonisch: Blavezh), der die westliche Gemeindegrenze markiert.
Die Gemeinde Kerien besteht aus folgenden Dörfern und Ortsteilen:
| - Coatantiec - Cosquer Jehan - Crec’h Quenez Bihan - Crec’h Quenez Braz - Guerguingiou - Kerligan - Kerlouët | - Keropars - Kersaliou Traou - La Salle - La Villeneuve - Roc’h an Bley - Roc’h Glaz Braz - Saint-Norgant |

sowie aus zahlreichen namenlosen kleinen Weilern und Einzelhöfen. Das Dorf Kerien mit Bürgermeisteramt und Kirche befindet sich im äußersten Südosten der Gemeinde.
Die Landschaft um Kerien ist durch Acker- und Grünlandflächen geprägt, die durch die für die Umgebung typischen Hecken voneinander getrennt sind. Abgesehen von den Hängen an steilen Flussabschnitten ist das Gebiet waldarm; lediglich im Norden hat die Gemeinde Anteile an kleineren Waldgebieten. Im Norden erreichen die Hügel Höhen von knapp über 300 m; auf 301 m steht nahe dem Weiler Roc’h Glaz Bihan ein Funkturm.
Nachbargemeinden von Kerien sind Bourbriac im Norden, Magoar im Osten, Saint-Gilles-Pligeaux im Osten, Lanrivain im Süden, Peumerit-Quintin im Südwesten sowie Maël-Pestivien im Westen.

## Geschichte
Kerien und die umliegenden Orte entstanden Mitte des 12. Jahrhunderts in der Zeit der Gründung der Abtei Coëtmaloën. Das Gemeindegebiet von Kerien (1793 Querien, 1801 Querrien genannt) besteht seit 1793 unverändert.
Kérien heißt wörtlich übersetzt „kalte Stadt“. Es wird aber vermutet, dass es sich um eine Verballhornung von Ker Jan handelt, was so viel wie Ort des Jean (John, Johannes) bedeutet.
Hintergrund dieser Annahme ist die Existenz einer kleinen Kapelle namens Saint-Jean in der Frühphase der Besiedlung des heutigen Gemeindegebietes.
Bis zur Errichtung einer eigenen Pfarrei in Kerien im Jahr 1879 fanden die Gottesdienste in der Kapelle  St. Norgant statt.

### Bevölkerungsentwicklung
| Jahr      | 1962 | 1968 | 1975 | 1982 | 1990 | 1999 | 2006 | 2012 | 2021 |
| Einwohner | 566  | 499  | 453  | 342  | 287  | 218  | 262  | 274  | 249  |

Im Jahr 1921 wurde mit 1023 Bewohnern die bisher höchste Einwohnerzahl ermittelt. Die Zahlen basieren auf den Daten von cassini.ehess und INSEE.

## Sehenswürdigkeiten
- Pfarrkirche Saint-Pierre, erbaut 1852[4]
- Kapelle Saint-Jean du Pénity aus dem 18. Jahrhundert[5]
- Kapelle in Saint-Norgant aus der zweiten Hälfte des 19. Jahrhunderts[6]
- Menhire in den Ortsteilen Cosquer Jehan und Saint-Norgant
- Calvaire im Ortsteil Kerligan aus dem 16. Jahrhundert mit Kreuzigungsskulptur und Pietà auf grauem Steinsockel, seit 1964 als Monument historique eingeschrieben[7]
- Lavoir und diverse Brunnen

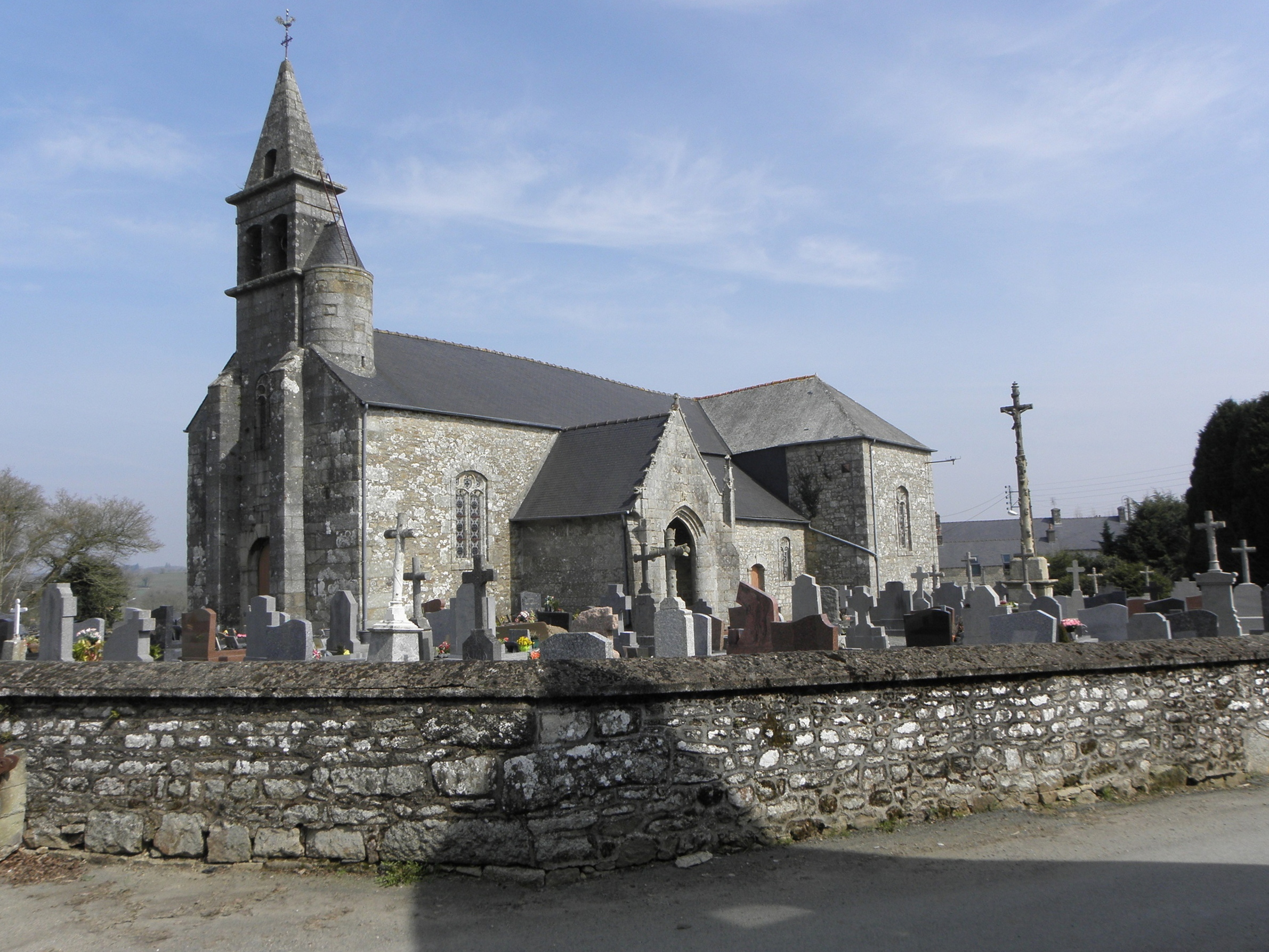
Pfarrkirche Saint-Pierre
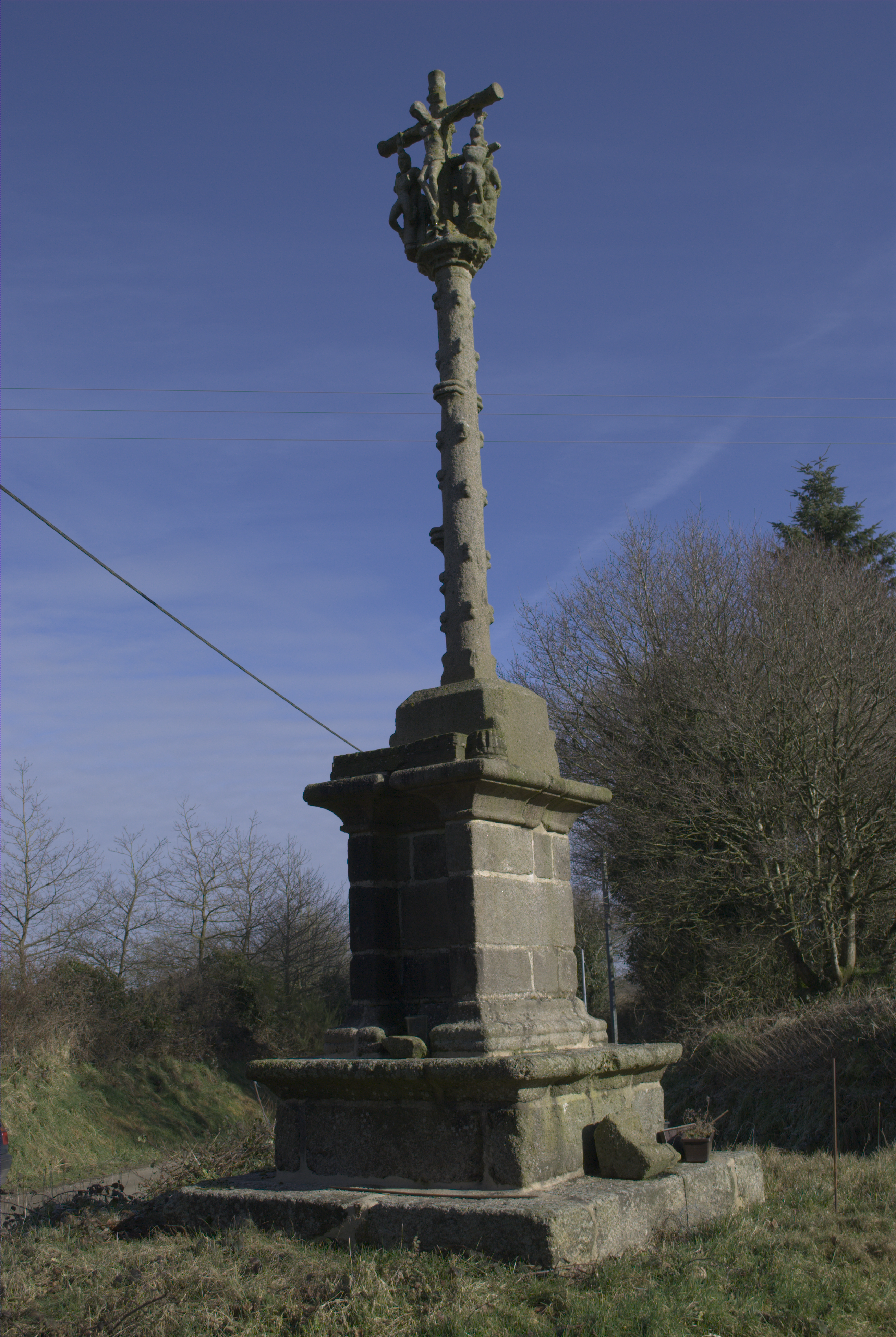
Calvaire de Kerligan
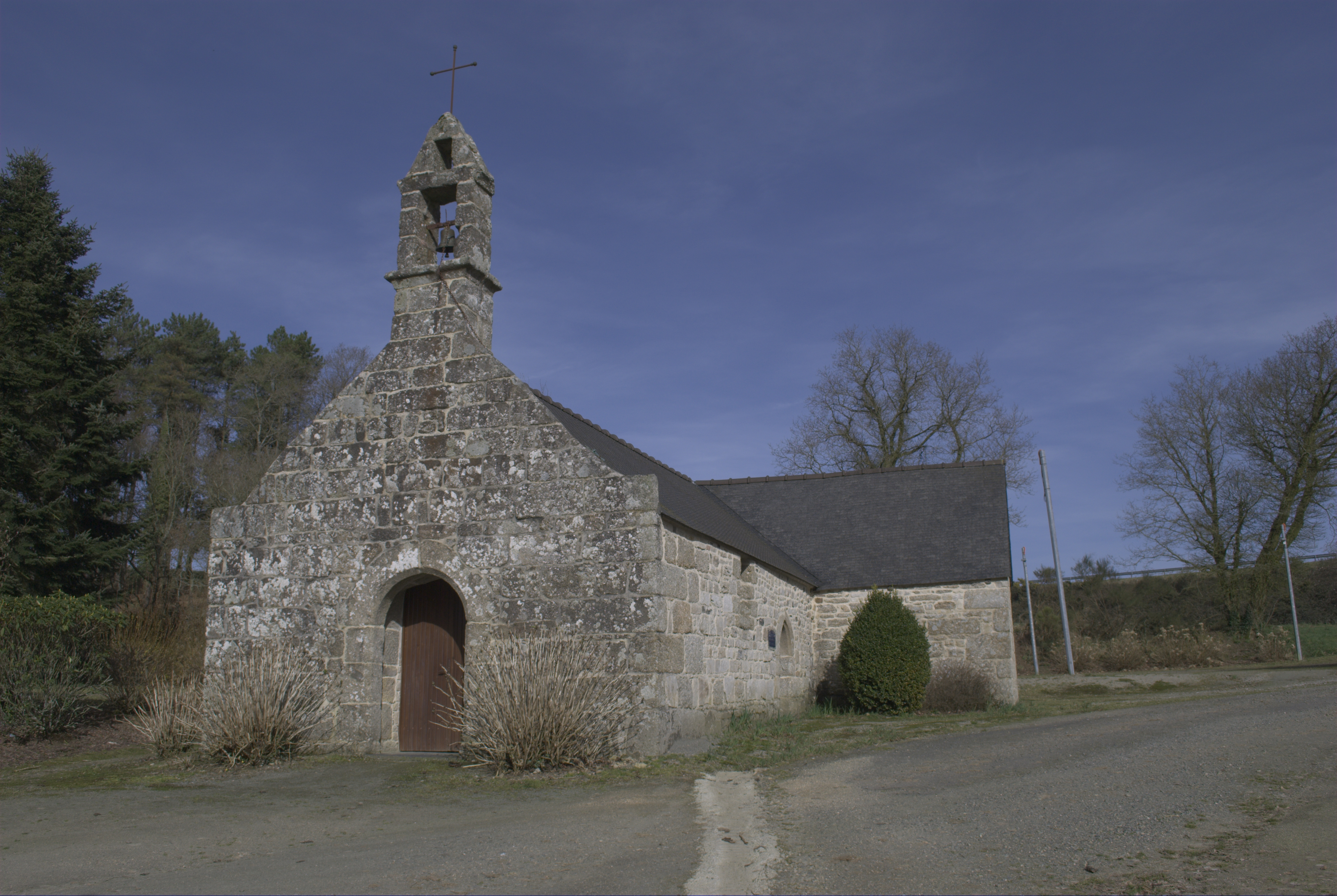
Kapelle Saint-Jean du Pénity
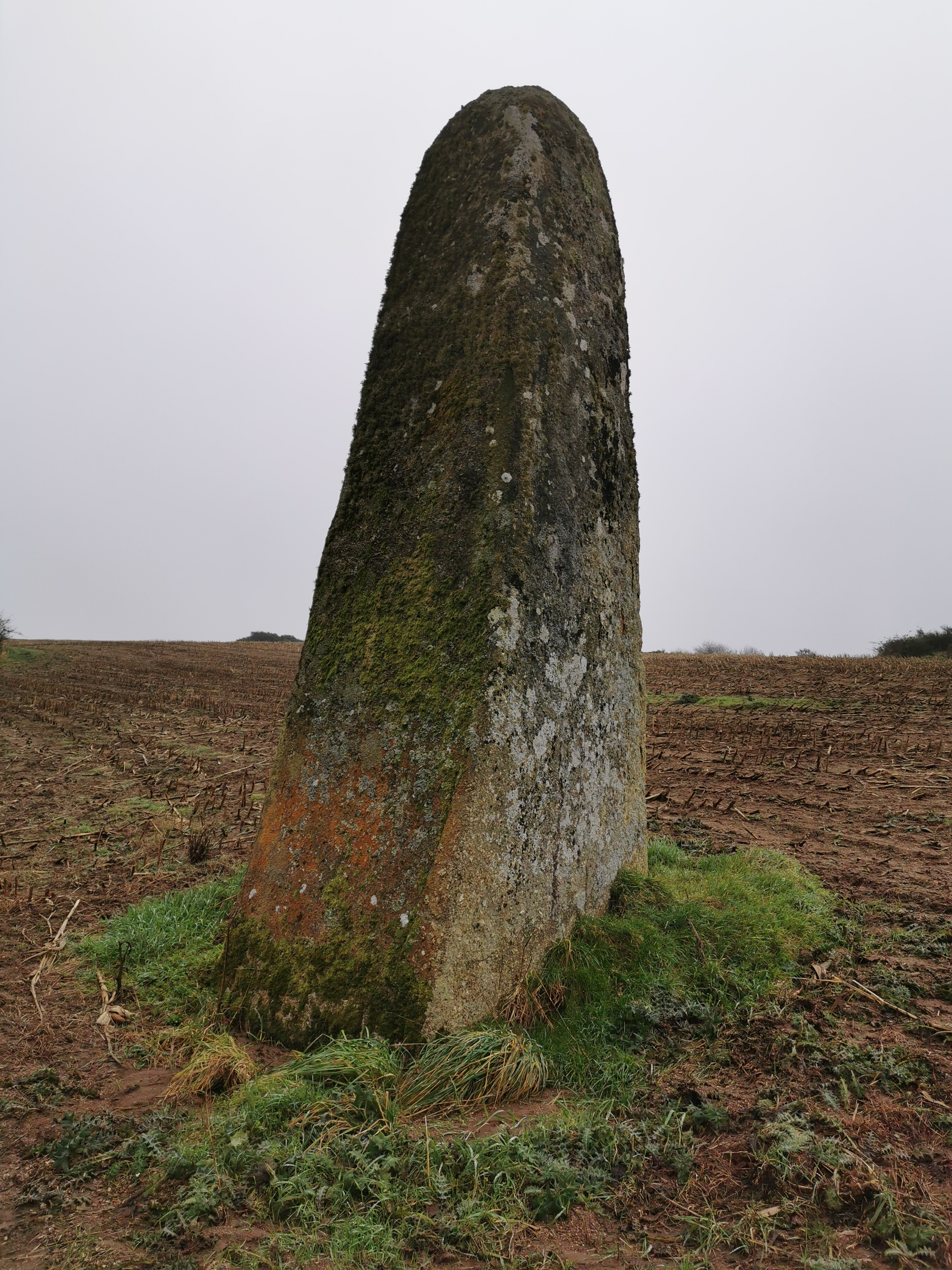
Menhir in Saint-Norgant
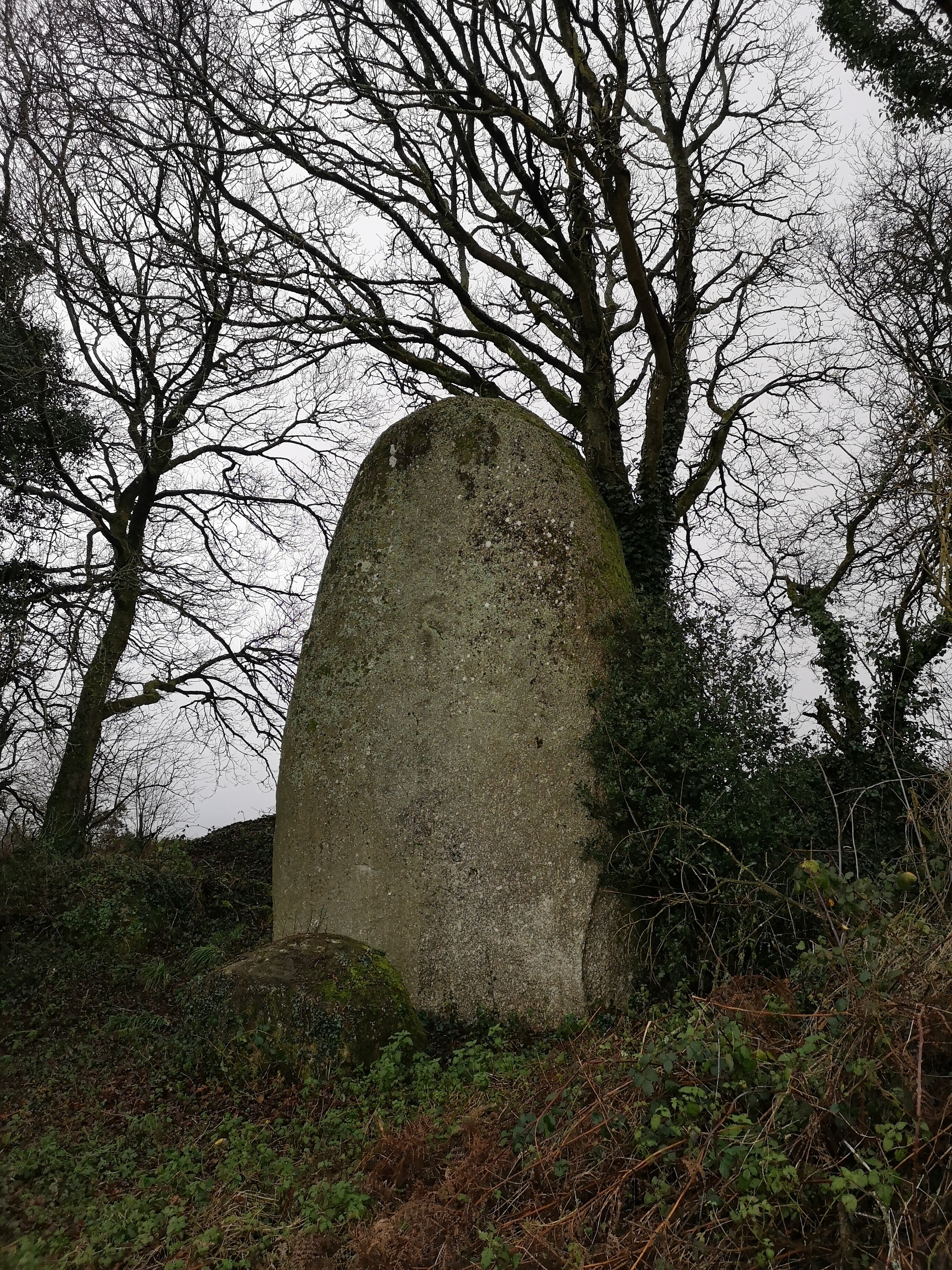
Menhir in Cosquer Jehan

## Wirtschaft und Infrastruktur
In der Gemeinde Kerien sind 33 Landwirtschaftsbetriebe ansässig (Getreideanbau, Milchwirtschaft, Rinder-, Schweine- und Geflügelzucht).
Kerien liegt abseits der überregional bedeutenden Verkehrswege. Durch die Gemeinde führt die Fernstraße von Guingamp nach Gouarec (D 8). In Gouarec besteht Anschluss an die teilweise autobahnartig ausgebaute RN 164. Der nächste Bahnhof befindet sich im 20 Kilometer entfernten Guingamp.

## Belege
1. ↑  Kerien auf der Präsentation des Gemeindeverbandes (PDF-Datei, französisch) (Memento vom 20. Juni 2015 im Internet Archive)
2. ↑  Kerien auf cassini.ehess
3. ↑  Kerien auf INSEE
4. ↑  Eintrag in der Base Mérimée des Kulturministeriums. Abgerufen am 20. Juni 2015 (französisch).
5. ↑  Eintrag in der Base Mérimée des Kulturministeriums. Abgerufen am 15. März 2023 (französisch).
6. ↑  Eintrag Nr. IA00003161 in der Base Mérimée des französischen Kulturministeriums (französisch)
7. ↑  Eintrag in der Base Mérimée des Kulturministeriums. Abgerufen am 20. Juni 2015 (französisch).
8. ↑  Landwirtschaftsbetriebe auf annuaire-mairie.fr (französisch)